# Insurgentes (DVD)
Insurgentes è il primo album video del cantautore britannico Steven Wilson, pubblicato il 27 settembre 2010 dalla Kscope.

## Descrizione
Contiene un documentario diretto da Lasse Hoile ed incentrato sulla realizzazione del primo album in studio di Wilson, anch'esso intitolato Insurgentes.
In occasione del preordine del DVD, Wilson ha incluso gratuitamente un CD singolo contenente il brano strumentale Vapour Trail Lullaby, della durata di oltre nove minuti e composta nel 2001.

## Tracce
DVD 1
1. Insurgentes (DVD Cut) – 75:12
2. Harmony Korine (Video) – 5:06
3. Insurgentes Film Trailer #1 – 3:23
4. Insurgentes Film Trailer #2 – 1:39

DVD 2
1. Bass Communion (Steven Wilson)/Pig Live in Mexico City – 31:48
2. Alternate Ending Scene – 2:22
3. CPH:DOX International Premiere (Footage from Post-Screening Q+A Session with Steven Wilson and Lasse Hoile) – 15:44

- Bonus Audio Section

1. Desperation – 6:16
2. Veneno para las hadas (Early Version) – 7:49
3. A Western Home – 3:09
4. Deadwing Theme – 1:47
5. Collecting Space (Demo Version) – 4:34
6. Insurgentes (Sweet Billy Pilgrim Mix) – 5:20